# 河渡大桥
河渡大桥是中华人民共和国广东省汕头市濠江区的一座桥梁，横跨濠江入海口（此处称“河渡”或“河渡门”）。于2010年7月动工，至2014年7月完成90%工程量，预计2014年底完工。
河渡大桥全长约900米，桥面宽度32米，双向6车道，分东、西引桥和主桥，引桥长度624米，主桥长度276米，主跨为120米。设计车辆时速为80公里，设计为二级公路兼城市1级主干道。是疏港大道关键组成部分，西连南山湾科技园，东接广澳深水港。

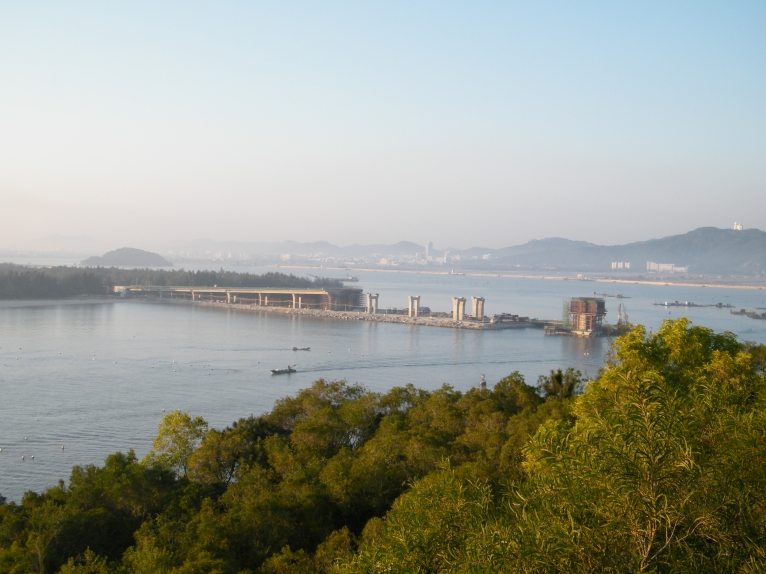
在建的河渡大桥2013年2月